# 김국진의 현장박치기
《김국진의 현장박치기》는 대한민국의 JTBC의 예능 프로그램이다. 하나의 소재를 택해 심층적으로 탐구해보는 시사 고발성 프로그램이다.

## 출연자
- 김국진
- 장성규
- 유세윤